# Dienis Kulasz
Dienis Władisławowicz Kulasz (ros. Денис Владиславович Куляш; ur. 31 maja 1983 w Omsku) – rosyjski hokeista, reprezentant Rosji, trener.

## Kariera zawodnicza
- Awangard 2 Omsk (1999–2000)
- Gazowik Tiumeń (2000–2002)
- CSK WWS 2 Samara (2002–2003)
- CSKA Moskwa (2003–2005)
- Dinamo Moskwa (2005–2007)
- CSKA Moskwa (2007–2010)
- Awangard Omsk (2010–2011)
- Ak Bars Kazań (2011–2013)
- Awangard Omsk (2013-2016)
- Saławat Jułajew Ufa (2016-2017)
- Awtomobilist Jekaterynburg (2016-2018)
- Siewierstal Czerepowiec (2018)
- Daemyung Killer Whales (2018/2019)
- HSC Csíkszereda (2019-2022)

Wychowanek i od maja 2013 ponownie zawodnik Awangarda Omsk, związany dwuletnim kontraktem. We wrześniu 2014 przedłużył kontrakt o trzy lata. Od maja 2016 zawodnik Saławatu Jułajew Ufa. Od października 2017 do kwietnia 2018 był zawodnikiem Awtomobilista Jekaterynburg. Od maja 2018 zawodnik Siewierstali Czerepowiec. Później grał w klubie południowokoreańskim Daemyung Killer Whales, a w maju 2019 przeszedł do rumuńskiego HSC Csíkszereda.
Wystąpił na mistrzostwach świata w 2006.

## Kariera trenerska
Przed sezonem 2022/2023 został głównym trenerem zespołu Junison-Moskwa w juniorskich rozgrywkach NMHL (asystentem został Andriej Taratuchin). Obaj od czerwca 2023 weszli do sztabu trenerskiego zespołu Kapitan Stupino.

## Sukcesy
Klubowe
- Puchar Mistrzów: 2006 z Dinamem Moskwa
- Puchar Nadziei: 2014 z Awangardem Omsk
- Złoty medal Erste Liga: 2020[11], 2021, 2022 z HSC Csíkszereda

Indywidualne
- KHL (2008/2009):
  - Mecz Gwiazd KHL
  - Drugie miejsce w klasyfikacji strzelców wśród obrońców w sezonie zasadniczym: 16 goli
- KHL (2009/2010):
  - Drugie miejsce w klasyfikacji strzelców wśród obrońców w sezonie zasadniczym: 12 goli
- KHL (2010/2011):
  - Mecz Gwiazd KHL
- KHL (2013/2014):
  - Mecz Gwiazd KHL[12]
  - Czwarte miejsce w klasyfikacji strzelców wśród obrońców w sezonie zasadniczym: 11 goli
- KHL (2016/2017):
  - Trzecie miejsce w klasyfikacji strzelców wśród obrońców sezonie zasadniczym: 12 goli